# Like a Prayer (album)
Like a Prayer is het vierde studioalbum van de Amerikaanse zangeres Madonna. Het dateert van 21 maart 1989, en werd uitgebracht door Sire Records. Amper 3 jaar na haar vorige studioalbum True Blue. Op het album werkte Madonna samen met Stephen Bray, Patrick Leonard en Prince; terwijl zijzelf elk nummer hielp mee schrijven en mee produceren. Als Madonna’s meest controversiële album in die tijd, werd het album beschreven als een biechtplaat. Zijzelf beschrijft het album als een collectie van nummers over haar moeder, haar vader, en andere banden met haar familie. Het album werd toegewijd aan Madonna’s moeder, die stierf toen zijzelf maar 5 jaar oud was.
Op het album wordt gebruik gemaakt van live instrumenten en bevat elementen van dance, funk, gospel en soul. Deze leiden het album naar een neutrale popstijl. Hiervoor gebruikte Madonna haar katholieke opvoeding, die zeer sterk terug komt in de titel en de hoofdsingle van het album “Like a Prayer”. De songteksten gaan weleer over Madonna’s kindertijd en jeugd, zoals de dood van haar moeder in “Promise to Try”, hoe belangrijk familie is in “Keep It Together”. En de relatie met haar vader in “Oh Father”. Madonna schreeuwt ook voor vrouwelijke kracht in “Express Yourself”. “Like a Prayer” kreeg lovende kritieken, onder door het tijdschrift “Rolling Stone”: “… as close to art as pop music gets.” Commercieel gezien was het album een internationaal succes, reikend naar de top in verschillende hitlijsten in verschillende landen. Uit het album werden nog eens 6 singles uitgebracht: “Like a Prayer”, “Express Yourself”, “Cherish”, “Oh Father”, “Dear Jessie” en “Keep It Together”. “Like a Prayer” werd Madonna’s zevende nummer 1-hit in de Billboard Hot 100, terwijl “Express Yourself” en “Cherish” op nummer 2 bleven pieken, werd “Keep It Together” ook nog een top 10-hit. Wereldwijd, zijn er 15 miljoen exemplaren verkocht van het album.
Met de videoclips die tot singles behoren bevorderde Madonna haar creativiteit en werd ze bekend als een leidend figuur in deze vormgeving van muziekvideo’s. De videoclip van “Like a Prayer” was de rode draad voor een katholiek schandaal, gebruikmakend van katholieke brandmerken en branden kruisen, en een droom over vrijen met een heilige. Dit allemaal leidende tot een afkeuring van de video door het Vaticaan en een contractbreuk tussen Madonna en Pepsi. In die tijd zelf werd “Express Yourself”, de duurste videoclip ooit gemaakt. “Like a Prayer” was tevens ook de rode draad, door Madonna’s baanbrekende “Blond Ambition World Tour”. Aan het einde van de jaren 1980, naar aanloop van het album “Like a Prayer”, werd Madonna bekroont tot “Artiest van het decennium”.

## Achtergrond
1988 was een zeer goed jaar op vlak van muziekopname. Volgend op gebrek aan kritisch en commercieel succes van haar film “Who’s that Girl” in 1987, acteerde Madonna in de Broadway productie “Speed-the-Plow”. Echter, ongunstige reacties zorgden opnieuw voor ongemak. Haar huwelijk met acteur Sean Penn liep op de klippen, het koppel tekende voor een scheiding in januari 1989. Madonna werd 30, de leeftijd waarop haar moeder stierf, en de zangeres meer emotionele onrust ervaarde. Ze vertelde in het tijdschrift “Interview” dat door haar katholieke opvoeding altijd een schuldgevoel heerste in haar:

“Because in Catholicism you are a born sinner and you're a sinner all your life. No matter how you try to get away from it, the sin is within you all the time. It was this fear that haunted me; it taunted and pained me every moment. My music was probably the only distraction I had."

Madonna kwam tot realisatie dat zijzelf en haar fans aan het opgroeien waren, en dat het tijd was om afstand te nemen van haar tiener-imago, en te gaan voor een breder aanspreekbaar publiek. Ze voelde de nood om iets anders te doen, Madonna wildedat haar album klonk als iets dat populair kon zijn in de muziekwereld. Voor ideeën van de songteksten koos ze voor onderwerpen die destijds enkel werd gebruik voor persoonlijke meditatie, en die nog nooit werden gedeeld met een algemeen publiek. Ook vertelde ze aan tijdschrift SongTalk: “in het verleden schreef ik een hoop nummers waarin ik mezelf onthulde, maar nu voel ik dat deze nummers veel te eerlijk waren, of te angstaanjagend of te eng, dus besloot ik om deze niet op te nemen.” Ze koos voor een meer volwassene, verfijndere aanpak. Bedachtzaam ging ze door haar persoonlijke notities en dagboeken, en overwoog wat haar opties waren. Zichzelf afvragend: “Wat wil ik vertellen. Ik wilde een album en een nummer dat de gedachten op mijn hoofd beschreef. Het was een zeer complexe tijd in mijn leven.” Ze had verschillende dingen aan haar hoofd, onder andere haar mislukte huwelijk met acteur Sean Penn, haar familie, het verlies van haar moeder en zelfs haar geloof in God.

## Nummers
1. Like a Prayer
2. Express Yourself
3. Lovesong (duet met Prince)
4. Till Death Do Us Part
5. Promise to Try
6. Cherish
7. Dear Jessie
8. Oh Father
9. Keep It Together
10. Spanish Eyes
11. Act of Contrition